# Pachymorpha simplicipes
Pachymorpha simplicipes är en insektsart som beskrevs av Jean Guillaume Audinet Serville 1838. Pachymorpha simplicipes ingår i släktet Pachymorpha och familjen Diapheromeridae. Inga underarter finns listade i Catalogue of Life.